# Rainha Hispano-Americana 2016
Rainha Hispano-Americana 2016 foi a 26.ª edição do tradicional concurso de beleza feminino Rainha Hispano-Americana, realizado anualmente na Bolívia. O evento foi realizado no dia 5 de Novembro de 2016 em Santa Cruz de la Sierra, capital da Bolívia e transmitido para todo o mundo através do sinal da Unitel. Participaram do evento vinte e três (23) candidatas de diversas partes da América e da Península Ibérica. A espanhola Sofía del Prado coroou sua sucessora ao título no final do certame, que contou com diversas atrações musicais e performances de renome.

## Resultados

### Colocações
| Posição   | País e Candidata                  |
| Vencedora | - Colômbia - María Camila Soleibe |
| 2º. Lugar | - México - Magdalena Chiprés      |
| 3º. Lugar | - Brasil - Mayra Dias             |
| 4º. Lugar | - Venezuela - Antonella Massaro   |
| 5º. Lugar | - Haiti - Raquel Pélissier        |
| 6º. Lugar | - Paraguai - Lourdes González     |
| 7º. Lugar | - Espanha - Sarah Martin          |
| 8º. Lugar | - Peru - Fiorella Medina          |

### Prêmios Especiais
O concurso distribuiu os seguintes prêmios:
| Prêmio              | País e Candidata                  |
| Miss Simpatia       | - Estados Unidos - Susanlee Forty |
| Miss Elegância      | - Espanha - Sarah Martin          |
| Miss Personalidade  | - Brasil - Mayra Dias             |
| Melhor Traje Típico | - México - Magdalena Chiprés      |
| Miss Voto Popular   | - Peru - Fiorella Medina 1        |

1. A Miss eleita pelo voto popular entrou no Top 08 da competição.

### Ordem do Anúncio

#### Top 08
1. Peru
2. Venezuela
3. Colômbia
4. México
5. Brasil
6. Haiti
7. Paraguai
8. Espanha

## Jurados

### Final
1. Jèrome Maurice, empresário francês;
2. Marianela Aparicio, pianista e musicista;
3. Tania Domaniczky, Rainha Hispano-Americana 2004;
4. Marco Villarroel, gerente do Hotel Yotaú All Suites;
5. Maydeliana Díaz, Rainha do Café 2016;
6. Oswaldo Valéncia, político e advogado;
7. José Moreno Aparicio, artista plástico;

## Quadro de Prêmios

### Prêmios Secundários
Prêmios geralmente dados por patrocinadores locais:
| Prêmio               | País e Candidata                |
| Chica Amaszonas      | - Uruguai - Romina Trotto       |
| Chica Ipanema        | - Panamá - Jhasmeiry Herrera    |
| Miss Esportes Patra  | - Haiti - Raquel Pélissier      |
| Miss Melhor Sorriso  | - Venezuela - Antonella Massaro |
| Miss Melhor Cabelo   | - Peru - Fiorella Medina        |
| Miss Melhor Rosto    | - Uruguai - Romina Trotto       |
| Miss Melhor Silhueta | - Panamá - Jhasmeiry Herrera    |

## Etapa Preliminar
As melhores colocadas na etapa preliminar de entrevista:

### Ranking das Entrevistas
| Posição            | País e Candidata                |
| 1º. Lugar (47 pts) | - Colômbia - María Camila       |
| 2º. Lugar (46 pts) | - Venezuela - Antonella Massaro |
| 3º. Lugar (45 pts) | - México - Magdalena Chiprés    |
| 4º. Lugar (45 pts) | - Paraguai - Lourdes González   |
| 5º. Lugar (43 pts) | - Panamá - Jhasmeiry Herrera    |
| 6º. Lugar (42 pts) | - Haiti - Raquel Pélissier      |

## Candidatas
Disputaram o título este ano:
| - Argentina - Camila Carusillo - Bolívia - María Suárez - Brasil - Mayra Dias - Chile - Patricia Hernández - Colômbia - María Camila Soleibe - Curaçao - Sabrina Namias - Equador - Johanna Noroña - El Salvador - Fátima Mangandi - Espanha - Sarah Martin - Estados Unidos - Susanlee Forty - Europa - Margarita Belnarte - Guatemala - Sochi Bolaños | - Haiti - Raquel Pélissier - Honduras - Luisa Escobar - México - Magdalena Chiprés - Nicarágua - Jennifer Caballero - Panamá - Jhasmeiry Herrera - Paraguai - Lourdes González - Peru - Fiorella Medina - Porto Rico - Koralys Del Mar - República Dominicana - Marlenis Peralta - Uruguai - Romina Trotto - Venezuela - Antonella Massaro |

## Histórico
| - Aruba - Costa Rica - Cuba | - Europa - Honduras |

## Crossovers
Candidatas em outros concursos:
| Miss Mundo - 2016: Uruguai - Rominta Trotto - (Representando o Uruguai em Washington, nos Estados Unidos) Miss Universo - 2016: Haiti - Raquel Pélissier (2º. Lugar) - (Representando o Haiti em Manila, nas Filipinas) - 2016: Paraguai - Lourdes González - (Representando o Paraguai em Manila, nas Filipinas) Miss Internacional - 2015: Panamá - Jhasmeiry Herrera - (Representando o Panamá em Tóquio, no Japão) - 2014: Peru - Fiorella Medina - (Representando o Peru em Tóquio, no Japão) | Miss Terra - 2015: Paraguai - Lourdes González - (Representando o Paraguai em Viana, na Áustria) Miss Intercontinental - 2016: Bolívia - María Suárez - (Representando o Paraguai em Colombo, no Sri Lanca) Rainha do Turismo Internacional - 2011: El Salvador - Fátima Mangandi - (Representando El Salvador em Xian, na China) Rainha Mundial da Banana - 2015: Guatemala - Sochi Bolaños - (Representando a Guatemala em Machala, no Equador) |